# Dr. Csont (második évad)
A Dr. Csont második évadának premierje 2006. augusztus 30-án volt a FOX televíziós csatornán, az évad utolsó epizódja 2007. május 16-án került adásba. Az egyes epizódokat szerdánként 20.00 órai kezdettel vetítették. Az évad 21 epizódból áll, az egyes epizódok nézettsége 9,4 millió volt.
Az Egyesült Királyságban a sorozat ezen évadának vetítése 2006. november 16-án kezdődött, és 2007. május 24-én ért véget. A Sky1 televíziós csatorna csütörtökönként 21.00 órás kezdettel sugározta.
Hazánkban a sorozat második évadának premierje 2008. szeptember 3-ára lett beharangozva a Cool TV-n, ám ehelyett féléves csúszással, csak 2009. február 2-án kezdte el vetíteni az RTL Klub. A nyolcadik, A kocka el van vetve című epizód után, a csatorna szüneteltette a sorozat vetítését, helyette március 30-tól a Showder Klub című műsor volt látható abban az idősávban. Az első 7 Dr. Csont epizód alapján 600-700 ezres nézettsége volt. Az évad folytatása május 8-án kezdődött el a 21.00-s idősávban. A finálé július 31-én volt és közel 1 milliós nézettséget hozott a csatornának.

## Szereplők
| Karakter                        | Alakítja        | Magyar hangja  | Szerep                                       |
| ------------------------------- | --------------- | -------------- | -------------------------------------------- |
| Dr. Temperance Brennan, "Bones" | Emily Deschanel | Bertalan Ágnes | Törvényszéki antropológus, Jefferson Intézet |
| Seeley Booth                    | David Boreanaz  | Széles Tamás   | Különleges ügynök, FBI                       |
| Angela Montenegro               | Michaela Conlin | Kéri Kitty     | Arcrekonstruáló, Jefferson Intézet           |
| Zack Addy                       | Eric Millegan   | Szabó Máté     | Törvényszéki antropológus, Jefferson Intézet |
| Dr. Jack Hodgins                | TJ Thyne        | Viczián Ottó   | Entomológus, Jefferson Intézet               |
| Dr. Camille Saroyan             | Tamara Taylor   | Törtei Tünde   | A Bűnügyi Labor vezetője, Jefferson Intézet  |

## Epizódok
| Epizód száma | Epizód címe                                               | Vetítés időpontja az USA-ban / Magyarországon |
| --- | --------------------------------------------------------- | --------------------------------------------- |
| 2.01 | The Titan on the Tracks / Vakvágányon                     | 2006. augusztus 30. / 2009. február 2.        |
| Booth és Brennan egy vasúti szerencsétlenség helyszínén nyomoz, ahol a vonat által elütött gépkocsi vezetőjéről kiderül, multimilliomos volt. Mivel a balesetben életét vesztette egy szenátor is, az ügy kényessé válik, főleg, amikor felmerül a pénzügyi spekuláció lehetősége, és kétségek támadnak a halott kilétét illetően. Brennan-nek eközben meg kell barátkoznia az új főnökével is, aki szintén nő, és szintén nagyon okos. |                                                           |                                               |
| 2.02 | Mother and Child in the Bay / Bizonyíték híján            | 2006. szeptember 6. / 2009. február 9.        |
| Egy éve eltűnt fiatal nő hulláját találják meg. A nő férjét korábban gyanúba fogták, de nem találtak ellen bizonyítékot. Az új vizsgálat kideríti, hogy a nő gyermeket várt. Hiába tűnik minden egyértelműnek, bizonyíték továbbra sincs. Booth-nak közben saját kisfiával és annak édesanyjával kapcsolatban is döntésre kell jutnia. |                                                           |                                               |
| 2.03 | The Boy in the Shroud / Az utcagyerek                     | 2006. szeptember 13. / 2009. február 16.      |
| Egy jó családból származó fiatalember meggyilkolásának első számú gyanúsítottja barátnője, a nevelőszülőknél élő Kelly. Az egykori állami gondozott Brennant felháborítja, ahogy a többiek azonnal készek elítélni az "utcagyereket" bizonyíték nélkül is. |                                                           |                                               |
| 2.04 | The Blonde in the Game / Halálos játszma                  | 2006. szeptember 20. / 2009. február 23.      |
| Azonosítatlan hullára bukkanak egy erdőben, s Brennan a nyomokból arra következtet, hogy a kezét lábát összekötözve kínozták meg. Rádöbbennek, hogy a módszer Howard Eppsre vall, a sorozatgyilkosra, akit akaratukon kívül is megmentettek a kivégzéstől. Ám ő a börtönben ül. |                                                           |                                               |
| 2.05 | The Truth in the Lye / Egy férfi és három nő              | 2006. szeptember 27. / 2009. március 2.       |
| Savval teli kádban találnak egy férfi alig azonosítható hullájára. Booth és Brennan kinyomozza, hogy a férfinak két felesége is volt, majd felbukkan egy harmadik lány, akinek szintén viszonya volt vele. Fény derül arra is, hogy a férfi tetemes összeget sikkasztott. Egyre nő azoknak a száma, akiknek indítékuk lehetett eltenni láb alól. |                                                           |                                               |
| 2.06 | The Girl in Suite 2103 / Diplomáciai bonyodalmak          | 2006. október 4. / 2009. március 9.           |
| A szállodai robbantásnak áldozatául esik több, kábítószer-kereskedelem ellen küzdő dél-amerikai. A kolumbiai nagykövetség attaséja csak hatalmas szerencsével ússza meg a robbantást, ám hamarosan kiderül, hogy az áldozatok közt talált fiatal nővel viszonya volt a diplomata fiának. Ám az attasé és családja diplomáciai mentességet élvez. |                                                           |                                               |
| 2.07 | The Girl with the Curl / Gyilkos szépségverseny           | 2006. november 1. / 2009. március 16.         |
| Egy szennyvíztisztító műben kerül elő egy hónapokkal korábban eltűnt kislány oszlóban levő holtteste. Hamarosan kiderül, hogy az alig 9 éves Brianna rendszeresen gyermek-szépségversenyeken indult, és a győzelem érdekében ő, valamint anyja mindent bevetett és vállalhatónak tartott. A kegyetlen szépségipar kulisszái mögött nyomozva Booth és Brennan több olyan fiatalt és felnőttet is talál, akiknek érdekében állhatott a versenyen győzelemre esélyes Brianna eltüntetése.                                                                                    |                                                           |                                               |
| 2.08 | The Woman in the Sand / A kocka el van vetve              | 2006. november 8. / 2009. március 23.         |
| Egy öt évvel korábban meggyilkolt ügyész csontjaira talál a rendőrség a Las Vegas melletti sivatagban. Amikor Booth és Brennan a helyszínre érkeznek, hamarosan felfedeznek a közelben egy másik hullát, melyet csak pár nappal korábban vihetett oda a tettes. A kaszinók és a pénzdíjas, vérre menő bokszmeccsek világába aláereszkedve Booth-nak is rá kell döbbennie, hogy aki itt emeli a tétet, az mindent kockára tesz. |                                                           |                                               |
| 2.09 | Aliens in a Spaceship / Élve eltemetve                    | 2006. november 15. / 2009. május 8.           |
| Egy légmentesen zárt fémtartályban két mumifikálódott holttestet találnak. A nyomozás során kiderül, hogy egy magát "Sírásó"-nak nevező férfi élve temeti el áldozatait, és így csikar ki váltságdíjat a hozzátartozókból. Amikor Brennan és Hodgins a vizsgálat során túl közel kerülnek a megoldáshoz, egyszer csak arra térnek magukhoz, hogy egy autóban vannak, élve eltemetve a föld alatt. |                                                           |                                               |
| 2.10 | The Headless Witch in the Woods / Egy boszorkányos ügy    | 2006. november 29. / 2009. május 15.          |
| Fej nélküli hullára bukkannak egy sűrű erdő mélyén, amelyben a helybéli legendák szerint egy boszorkány kísért, akit 200 évvel korábban lefejeztek, és ezért jár vissza. A hulláról kiderül, hogy egy filmfőiskolás diáké, aki társaival együtt dokumentumfilmet forgatott a szörnyű jelenésről. A szemtanúk beszámolói összefüggéstelenek, és a helyszínen talált nyomok sem egyértelműek. Indítéka ráadásul többeknek is lehetett. |                                                           |                                               |
| 2.11 | Judas on a Pole / Az árulók büntetése                     | 2006. december 13. / 2009. május 22.          |
| Booth-nak egy harminc évvel korábbi bűnügy aktáit kell újra megnyitnia, amikor egy volt FBI-ügynök elszenesedett holttestére bukkannak. Hamarosan kiderül, hogy politikailag is kényes darázsfészekbe nyúlt, s hogy az FBI egyes ügynökei szeretnék eltussolni az ügyet. Ennél is megrázóbb azonban, hogy a jelek szerint Brennan bujkáló apja, az egykori bűnöző is érintett a dologban, aki több életjelt is ad magáról az ügy kapcsán. |                                                           |                                               |
| 2.12 | The Man in the Cell / A játék neve: halál                 | 2007. január 31. / 2009. május 29.            |
| Howard Epps, a halálos ítélete végrehajtását váró sorozatgyilkos, akit Brennan segítségével juttattak rács mögé, tüzet okoz a börtönben, és a felfordulásban megszökik. Hamarosan újabb hullák jelzik az útját, ráadásul halálos játékba kezd: immár nem csak Brennant, hanem munkatársait is célba veszi. Cam súlyos sérülést szenved, és Zack csak kis híján marad életben Epps egyik csapdájába sétálva. A gyilkos még Booth kisfiát is megkeresi. |                                                           |                                               |
| 2.13 | The Girl in the Gator / A mocsár titka                    | 2007. február 7. / 2009. június 5.            |
| A floridai Everglades-mocsárban egy aligátorban találják meg egy eltűnt egyetemista lány maradványait. Brennan azonnal a helyszínre siet, de nélkülöznie kell Booth társaságát, akit egy agresszív kitörése után az FBI pszichiáterhez rendelt, mielőtt ismét fegyvert adnának a kezébe. Brennan eleinte idegenkedve dolgozik együtt az ismeretlen FBI-ügynökkel, de hamar megkedvelik egymást. A nyomozás során le kell merülniük az olcsó internetes szexoldalak világába, és fel kell tárni a csillogás mögött rejlő kegyetlen valóságot.                              |                                                           |                                               |
| 2.14 | The Man in the Mansion / Szex, hazugság, gyilkosság...    | 2007. február 14. / 2009. június 12.          |
| Otthonában találják meg egy gazdag vállalkozó bomlófélben levő hulláját, aki egy ifjúsági központot vezetett, ahol problémás gyerekeket igyekeztek a jó útra terelni. Kiderül, hogy az egyik kábítószer-árus fiútól, akitől elvette a heroint, szintén megölték. Hamar egyértelművé válik, kinek lehetett indítéka, de nem lendíti előre az ügyet, hogy Hodgins eltitkolja, korábban intim kapcsolatban volt az egyik gyanúsítottal. |                                                           |                                               |
| 2.15 | Bodies in the Book / Ahogy a nagy könyvben meg van írva   | 2007. május 14. / 2009. június 19.            |
| A kikötő vizében talált hulláról hamar kiderül, hogy pontosan úgy gyilkolták meg, és rejtették el, ahogyan azt a Brennan legújabb könyvében szereplő sorozatgyilkos tette. Brennan felelősséget érez az áldozat halála miatt, és bűntudata csak nő, amikor újabb tetem kerül elő, ismét csak pontosan a könyvben leírt módon elrejtve. A kép nehezen áll össze, mert sorozagyilkostól szokatlan módon az elkövetés módja eltérő vonásokat mutat. Booth mellett Sully is segít nyomozni, ez azonban Brennan-ben felemás érzéseket kelt.                                    |                                                           |                                               |
| 2.16 | The Boneless Bride in the River / A csontnélküli tetem    | 2007. március 21. / 2009. június 26.          |
| Egy folyóba dobott ládában igen szokatlan tetemet találnak: az összeesett bőr alól valaki az ismeretlen nő minden csontját eltávolította. A nyomozás során kiderül, hogy a fiatal lány Kínából érkezett az Egyesült Államokba egy menyasszony-közvetítő cégen keresztül, de végül nem ment férjhez választottjához. Booth és Brennan egy professzor segítségével fényt derít egy bizarr kínai hagyományra, mely az elhunytakkal kapcsolatos, és mely az eset felgöngyölítésében is segítségükre lehet. Eközben Brennannek át kell gondolnia Sullyval való kapcsolatát is. |                                                           |                                               |
| 2.17 | The Priest in the Churchyard / Halál a parókián           | 2007. március 28. / 2009. július 3.           |
| Egy plébánia temetőjében több különös holttest is a felszínre kerül. A helyi pap állítása szerint már évtizedek óta nem temettek ide embereket, a megtalált férfi azonban mindössze három éve halhatott meg. A hívők felismerik a halottról készült fantomképről az eltűnt atyát, akit a hívők pedofiliával vádoltak. A gyilkos kihasználta az alaptalan szóbeszédet és a hatalmát a közösségen belül. |                                                           |                                               |
| 2.18 | The Killer in the Concrete / Egy kemény ügy               | 2007. április 4. / 2009. július 10.           |
| Egy lebetonozott területen cementbe öntött hulla maradványaira bukkannak, amelyet később egy veszélyes bérgyilkos holttesteként azonosítanak. A nyomozás során Booth rájön, hogy a halott bérgyilkos hírhedt társa mégis él. Egykori "kollégájáról", akit halottnak hisznek, egy bizarr incidens után kiderül, hogy talán mégis él. Booth az illető nyomába ered, de kiderül, hogy a tapasztalt szökevény még egy kemény FBI-ügynökön is képes kifogni. Közben ismét felbukkan Brennan apja, aki segít megmenteni Booth életét.                                           |                                                           |                                               |
| 2.19 | Spaceman in a Crater / Az égből pottyant űrhajós          | 2007. május 2. / 2009. július 17.             |
| Felismerhetetlenségig szétzúzódott holttestre talál egy farmer a földjén, ami az égből zuhant le nagy sebességgel. Hodgins, az összeesküvés-elméletek híve biztos abban, hogy a válaszokat a NASA-nál kell keresni, a 130 évesnek tűnő áldozat ugyanis csak űrhajós lehetett. A vizsgálatok meglepő eredményt hoznak, kiderül ugyanis, hogy a halott űrhajós ritkuló csontozatát egy nem létező, ismeretlen eredetű implantátummal gyógyították. |                                                           |                                               |
| 2.20 | The Glowing Bones in the Old Stone House / Fénylő csontok | 2007. május 9. / 2009. július 24.             |
| Egy elhagyatott fészerben titokzatosan fénylő csontvázat találnak, amelyről patkányok rágták le félig a húst. Az első ijedtség után kiderül, hogy a tetem nem radioaktív, és Cam nekilát az azonosításnak. Kiderül, hogy az elhunyt nő sztárszakács volt, ráadásul Brennan ismerőse is. Az étteremtulajdonos nő férje és legjobb barátjuk is gyanúba keveredik, mert kiderül, hogy mindkettőnek lett volna oka végezni Carlyval. |                                                           |                                               |
| 2.21 | Stargazer in a Puddle / Csillaghullás                     | 2007. május 16. / 2009. július 31.            |
| Egy leeresztett víztározóban gyermekholttestre bukkannak, az arcát azonban Angela egy korai öregedést okozó betegség miatt idős asszony arcaként rekonstruálja. A nyomozás során hamar a szellemileg visszamaradt lány gondozójára terelődik a gyanú, amely azonban nagyon gyenge lábakon áll. Ismét felbukkan Brennan apja, és ezzel komoly dilemma elé állítja lányát, de Booth-t is. Eközben Hodgins és Angela gőzerővel szervezik esküvőjüket, ám az oltár előtt igen váratlan fejlemény történik.                                                                    |                                                           |                                               |